# Copa Libertadores 2008
De 2008-editie van de Copa Libertadores was de 49ste uitvoering van dit toernooi. Dit jaar heet het toernooi voor het eerst officieel Copa Santander Libertadores. Op 19 december 2007 vond in Asunción de loting plaats. Het toernooi wordt georganiseerd door de CONMEBOL, de Zuid-Amerikaanse voetbalfederatie.

## Gekwalificeerde teams
Aan deze editie van de Copa Libertadores deden in totaal 38 clubteams mee. Hiervan waren er 26 automatisch gekwalificeerd voor de groepsfase en speelden twaalfs teams de voorrondes.
| Groepsfase        | Groepsfase           | Groepsfase        | Groepsfase        |
| ----------------- | -------------------- | ----------------- | ----------------- |
| Boca Juniors      | San Lorenzo          | Fluminense        | Santos FC         |
| Estudiantes       | River Plate          | São Paulo         | Flamengo          |
| Real Potosí       | Colo-Colo            | Atlético Nacional | LDU Quito         |
| San Jose          | Universidad Católica | Cúcuta Deportivo  | Deportivo Cuenca  |
| U. San Martin     | Sportivo Luqueño     | Danubio FC        | Caracas FC        |
| Coronel Bolognesi | Libertad             | Club Nacional     | Maracaibo         |
| Guadalajara       | Club América         |                   |                   |
| Voorronde         |                      |                   |                   |
| Arsenal           | Lanús                | Cruzeiro          | La Paz FC         |
| Audax Italiano    | Boyacá Chicó         | Olmedo            | Cienciano         |
| Cerro Porteño     | Wanderers            | Mineros           | Atlas Guadalajara |

## Voorrondes
Aan de voorrondes doen 12 teams mee en er wordt gespeeld volgens het knockout-systeem. In twee wedstrijden wordt bepaald welke teams zich plaatsen voor de groepsfase. Op 29 januari en 12 februari werden de wedstrijden gespeeld.
| Team 1            | Tot.    | Team 2               | 1e wedstr. | 2e wedstr. |
| ----------------- | ------- | -------------------- | ---------- | ---------- |
| Olmedo            | 1-3     | Lanús                | 1-0        | 0-3        |
| Cruzeiro          | 6-3     | Cerro Porteño        | 3-1        | 3-2        |
| Arsenal           | 3-2     | Mineros de Guayana   | 2-0        | 1-2        |
| Atlas Guadalajara | 2-1     | La Paz FC            | 2-0        | 0-1        |
| Cienciano         | 1-0     | Montevideo Wanderers | 1-0        | 0-0        |
| Boyacá Chicó      | 4-4 (u) | Audax Italiano       | 4-3        | 0-1        |

## Groepsfase
Aan de groepsfase doen 32 teams mee. 26 Teams zijn direct geplaatst en die worden aangevuld met de zes winnaars uit de voorrondes. De teams worden ingedeeld in acht groepen van vier en spelen een hele competitie. De nummers een en twee plaatsen zich voor de volgende ronde.
|  | Door naar de volgende ronde |
|  | Uitgeschakeld               |

In de uitslagentabel is het thuisteam geplaatst in de linkerkolom.

### Groep 1
| Team        | Pld | W | D | L | GF | GA | GD | Pts |
| ----------- | --- | - | - | - | -- | -- | -- | --- |
| Cruzeiro    | 6   | 3 | 2 | 1 | 11 | 7  | +4 | 11  |
| San Lorenzo | 6   | 3 | 1 | 2 | 8  | 7  | +1 | 10  |
| Caracas     | 6   | 2 | 1 | 3 | 6  | 11 | −5 | 7   |
| Real Potosí | 6   | 2 | 0 | 4 | 11 | 11 | 0  | 6   |

|             | SLO | POT | CAR | CRU |
| ----------- | --- | --- | --- | --- |
| San Lorenzo |     | 1–0 | 3–0 | 0–0 |
| Real Potosí | 2–3 |     | 3–1 | 5–1 |
| Caracas     | 2–0 | 2–1 |     | 1–1 |
| Cruzeiro    | 3–1 | 3–0 | 3–0 |     |

### Groep 2
| Team             | Pld | W | D | L | GF | GA | GD | Pts |
| ---------------- | --- | - | - | - | -- | -- | -- | --- |
| Estudiantes      | 6   | 3 | 2 | 1 | 9  | 5  | +4 | 11  |
| Lanús            | 6   | 2 | 4 | 0 | 9  | 6  | +3 | 10  |
| Deportivo Cuenca | 6   | 1 | 3 | 2 | 2  | 5  | −3 | 6   |
| Danubio FC       | 6   | 1 | 1 | 4 | 5  | 9  | −4 | 4   |

|                  | EST | DAN | CUE | LAN |
| ---------------- | --- | --- | --- | --- |
| Estudiantes LP   |     | 2–0 | 2–0 | 0–0 |
| Danubio FC       | 1–2 |     | 2–0 | 1–2 |
| Deportivo Cuenca | 1–0 | 0–0 |     | 1–1 |
| Lanús            | 3–3 | 3–1 | 0–0 |     |

### Groep 3
| Team         | Pld | W | D | L | GF | GA | GD  | Pts |
| ------------ | --- | - | - | - | -- | -- | --- | --- |
| CF Atlas     | 6   | 3 | 2 | 1 | 11 | 6  | +5  | 11  |
| Boca Juniors | 6   | 3 | 1 | 2 | 12 | 9  | +3  | 10  |
| Colo-Colo    | 6   | 3 | 1 | 2 | 11 | 9  | +2  | 10  |
| Maracaibo    | 6   | 0 | 2 | 4 | 3  | 13 | −10 | 2   |

|              | BOC | COL | MAR | ATL |
| ------------ | --- | --- | --- | --- |
| Boca Juniors |     | 4–3 | 3–0 | 3–0 |
| Colo-Colo    | 2–0 |     | 2–0 | 1–1 |
| Maracaibo    | 1–1 | 1–3 |     | 1–1 |
| CF Atlas     | 3–1 | 3–0 | 3–0 |     |

### Groep 4
| Team              | Pld | W | D | L | GF | GA | GD | Pts |
| ----------------- | --- | - | - | - | -- | -- | -- | --- |
| Flamengo          | 6   | 4 | 1 | 1 | 9  | 4  | +5 | 13  |
| Nacional          | 6   | 4 | 0 | 2 | 9  | 5  | +4 | 12  |
| Cienciano         | 6   | 2 | 1 | 3 | 5  | 9  | −4 | 7   |
| Coronel Bolognesi | 6   | 0 | 2 | 4 | 0  | 5  | −5 | 2   |

|           | FLA | NAC | BOL | CIE |
| --------- | --- | --- | --- | --- |
| Flamengo  |     | 2–0 | 2–0 | 2–1 |
| Nacional  | 3–0 |     | 1–0 | 3–1 |
| Bolognesi | 0–0 | 0–1 |     | 0–0 |
| Cienciano | 0–3 | 2–1 | 1–0 |     |

### Groep 5
| Team          | Pld | W | D | L | GF | GA | GD | Pts |
| ------------- | --- | - | - | - | -- | -- | -- | --- |
| River Plate   | 6   | 4 | 0 | 2 | 14 | 8  | +6 | 12  |
| Club América  | 6   | 3 | 0 | 3 | 10 | 10 | 0  | 9   |
| U. Católica   | 6   | 3 | 0 | 3 | 6  | 6  | 0  | 9   |
| U. San Martín | 6   | 2 | 0 | 4 | 4  | 10 | −6 | 6   |

|               | RIV | UC  | USM | AME |
| ------------- | --- | --- | --- | --- |
| River Plate   |     | 2–0 | 5–0 | 2–1 |
| U. Católica   | 1–2 |     | 1–0 | 2–0 |
| U. San Martín | 2–0 | 0–1 |     | 1–0 |
| América       | 4–3 | 2–1 | 3–1 |     |

### Groep 6
| Team             | Pld | W | D | L | GF | GA | GD  | Pts |
| ---------------- | --- | - | - | - | -- | -- | --- | --- |
| Cúcuta Deportivo | 6   | 3 | 2 | 1 | 7  | 4  | +3  | 11  |
| Santos           | 6   | 3 | 1 | 2 | 13 | 6  | +7  | 10  |
| Guadalajara      | 6   | 3 | 0 | 3 | 8  | 5  | +3  | 9   |
| San José         | 6   | 1 | 1 | 4 | 4  | 17 | −13 | 4   |

|                  | SAN | CSJ | CUC | GUA |
| ---------------- | --- | --- | --- | --- |
| Santos           |     | 7–0 | 2–1 | 1–0 |
| Club San José    | 2–1 |     | 2–4 | 0–3 |
| Cúcuta Deportivo | 0–0 | 0–0 |     | 1–0 |
| Guadalajara      | 3–2 | 2–0 | 0–1 |     |

### Groep 7
| Team              | Pld | W | D | L | GF | GA | GD | Pts |
| ----------------- | --- | - | - | - | -- | -- | -- | --- |
| São Paulo         | 6   | 3 | 2 | 1 | 6  | 4  | +2 | 11  |
| Atlético Nacional | 6   | 2 | 2 | 2 | 8  | 5  | +3 | 8   |
| Sportivo Luqueño  | 6   | 2 | 1 | 3 | 8  | 10 | −2 | 7   |
| Audax Italiano    | 6   | 2 | 1 | 3 | 6  | 9  | −3 | 7   |

|                   | SPO | LUQ | ATN | AUD |
| ----------------- | --- | --- | --- | --- |
| São Paulo         |     | 1–0 | 1–0 | 2–1 |
| Sportivo Luqueño  | 1–1 |     | 1–3 | 4–1 |
| Atlético Nacional | 1–1 | 3–0 |     | 1–1 |
| Audax Italiano    | 1–0 | 1–2 | 1–0 |     |

### Groep 8
| Team          | Pld | W | D | L | GF | GA | GD | Pts |
| ------------- | --- | - | - | - | -- | -- | -- | --- |
| Fluminense    | 6   | 4 | 1 | 1 | 11 | 3  | +8 | 13  |
| LDU Quito     | 6   | 3 | 1 | 2 | 10 | 5  | +5 | 10  |
| Arsenal       | 6   | 3 | 0 | 3 | 6  | 14 | −8 | 9   |
| Club Libertad | 6   | 1 | 0 | 5 | 5  | 10 | −5 | 3   |

|            | FLU | LIB | LDU | ARS |
| ---------- | --- | --- | --- | --- |
| Fluminense |     | 2–0 | 1–0 | 6–0 |
| Libertad   | 1–2 |     | 3–1 | 1–2 |
| LDU Quito  | 0–0 | 2–0 |     | 6–1 |
| Arsenal    | 2–0 | 1–0 | 0–1 |     |

## Achtste finales
De heenduels vonden plaats op 29 en 30 april en de returns op 1 mei, 6 mei en 8 mei.
| Team 1            | Tot. | Team 2           | 1e wedstr. | 2e wedstr. |
| ----------------- | ---- | ---------------- | ---------- | ---------- |
| Atlético Nacional | 1–3  | Fluminense       | 1–2        | 0–1        |
| América           | 5–4  | Flamengo         | 2–4        | 3–0        |
| San Lorenzo       | 4–3  | River Plate      | 2–1        | 2–2        |
| Lanús             | 2–3  | CF Atlas         | 0–1        | 2–2        |
| Boca Juniors      | 4–2  | Cruzeiro         | 2–1        | 2–1        |
| LDU Quito         | 3–2  | Estudiantes      | 2–0        | 1–2        |
| Santos            | 4–0  | Cúcuta Deportivo | 2–0        | 2–0        |
| Nacional          | 0–2  | São Paulo        | 0–0        | 0–2        |

## Kwartfinales
De heenduels werden gespeeld op 14 en 15 mei en de returns op 21 en 22 mei.
| Team 1       | Tot.          | Team 2     | 1e wedstr. | 2e wedstr. |
| ------------ | ------------- | ---------- | ---------- | ---------- |
| São Paulo    | 2–3           | Fluminense | 1–0        | 1–3        |
| América      | 2–1           | Santos     | 2–0        | 0–1        |
| San Lorenzo  | 2–2 (3–5 pen) | LDU Quito  | 1–1        | 1–1        |
| Boca Juniors | 5–2           | CF Atlas   | 2–2        | 3–0        |

## Halve finales
De heenduels vonden plaats op 28 en 29 mei en de returns op 4 en 5 juni.
| Team 1       | Tot.    | Team 2     | 1e wedstr. | 2e wedstr. |
| ------------ | ------- | ---------- | ---------- | ---------- |
| Boca Juniors | 3–5     | Fluminense | 2–2        | 1–3        |
| Club América | 1–1 (u) | LDU Quito  | 1–1        | 0–0        |

## Finale
|                    |                                              |          |                            |                                                                                    |
| 25 juni 2008 19:50 | LDU Quito                                    | 4 – 2    | Fluminense                 | Estadio La Casa Blanca - Quito Toeschouwers: 62.262 Scheidsrechter: Carlos Chandía |
| 25 juni 2008 19:50 | Bieler 2' Guerrón 29' Campos 34' Urrutia 45' | (Report) | 12' Conca 52' Thiago Neves | Estadio La Casa Blanca - Quito Toeschouwers: 62.262 Scheidsrechter: Carlos Chandía |

|                   |                          |          |            |                                                                                |
| 2 juli 2008 21:50 | Fluminense               | 3 – 1    | LDU Quito  | Maracanã - Rio de Janeiro Toeschouwers: 86.027 Scheidsrechter: Héctor Baldassi |
| 2 juli 2008 21:50 | Thiago Neves 12' 28' 56' | (Report) | 6' Bolaños | Maracanã - Rio de Janeiro Toeschouwers: 86.027 Scheidsrechter: Héctor Baldassi |

|                                      |       | strafschoppen                |  |
| Conca Thiago Neves Cícero Washington | 1 – 3 | Urrutia Campos Salas Guerrón |  |

## Kampioen
| Copa Libertadores 2008 |
| ---------------------- |
| LDU Quito 1ste titel   |

## Statistieken

### Scheidsrechters
| Naam              | Geboren    | Land   | Duels | Kreeg geel | Kreeg voor de tweede keer geel en dus rood | Weggestuurd |
| ----------------- | ---------- | ------ | ----- | ---------- | ------------------------------------------ | ----------- |
| Carlos Amarilla   | 26.10.1970 | PAR    | 8     | 35         | 1                                          | 2           |
| Jorge Larrionda   | 09.03.1968 | URU    | 8     | 28         | 0                                          | 3           |
| Carlos Chandía    | 14.11.1964 | CHI    | 7     | 35         | 2                                          | 0           |
| Víctor Rivera     | 11.01.1967 | PER    | 7     | 27         | 0                                          | 0           |
| Héctor Baldassi   | 05.01.1966 | ARG    | 6     | 22         | 2                                          | 0           |
| Óscar Ruiz        | 01.11.1969 | COL    | 6     | 36         | 1                                          | 2           |
| Roberto Silvera   | 30.01.1971 | URU    | 6     | 34         | 1                                          | 1           |
| Carlos Torres     | 27.04.1970 | PAR    | 6     | 27         | 0                                          | 1           |
| Leonardo Gaciba   | 26.06.1971 | BRA    | 5     | 22         | 1                                          | 1           |
| Rubén Selman      | 25.07.1963 | CHI    | 5     | 26         | 0                                          | 3           |
| Alfredo Intriago  | 04.12.1970 | ECU    | 4     | 18         | 0                                          | 2           |
| Heber Lopes       | 13.07.1972 | BRA    | 4     | 23         | 1                                          | 1           |
| Enrique Osses     | 26.05.1974 | CHI    | 4     | 25         | 1                                          | 1           |
| Sergio Pezzotta   | 28.11.1967 | ARG    | 4     | 25         | 3                                          | 2           |
| Martín Vázquez    | 14.01.1969 | URU    | 4     | 29         | 0                                          | 5           |
| Georges Buckley   | 23.04.1974 | PER    | 3     | 10         | 0                                          | 1           |
| Sálvio Fagundes   | 14.09.1968 | BRA    | 3     | 19         | 0                                          | 0           |
| Saul Laverni      | 21.01.1970 | ARG    | 3     | 14         | 0                                          | 2           |
| Óscar Maldonado   | 13.04.1972 | BOL    | 3     | 18         | 0                                          | 1           |
| Pablo Pozo        | 27.03.1973 | CHI    | 3     | 18         | 2                                          | 3           |
| Wilmar Roldán     | 24.01.1980 | COL    | 3     | 14         | 1                                          | 0           |
| Juan Soto         | 14.10.1977 | VEN    | 3     | 13         | 1                                          | 2           |
| Carlos Vera       | 25.06.1976 | ECU    | 3     | 9          | 0                                          | 0           |
| Antonio Arias     | 07.09.1972 | PAR    | 2     | 9          | 0                                          | 1           |
| Federico Beligoy  | 13.10.1969 | ARG    | 2     | 14         | 0                                          | 0           |
| José Buitrago     | 05.11.1970 | COL    | 2     | 16         | 0                                          | 1           |
| Albert Duarte     | 13.07.1969 | COL    | 2     | 12         | 1                                          | 1           |
| Ricardo Grance    | 12.12.1963 | PAR    | 2     | 8          | 0                                          | 0           |
| Samuel Haro       | 26.10.1978 | ECU    | 2     | 8          | 0                                          | 0           |
| René Ortube       | 26.12.1964 | BOL    | 2     | 11         | 0                                          | 0           |
| Marco Rodríguez   | 10.11.1973 | MEX    | 2     | 11         | 0                                          | 2           |
| Benito Archundia  | 21.03.1966 | MEX    | 1     | 3          | 1                                          | 0           |
| Fernando Cabrera  | 13.03.1968 | URU    | 1     | 4          | 0                                          | 0           |
| Víctor Carrillo   | 30.10.1975 | PER    | 1     | 8          | 0                                          | 0           |
| Paulo de Oliveira | 16.12.1973 | BRA    | 1     | 4          | 0                                          | 1           |
| Gabriel Favale    | 19.07.1967 | ARG    | 1     | 7          | 0                                          | 0           |
| Carlos Galeano    | 30.06.1972 | PAR    | 1     | 2          | 0                                          | 0           |
| Iván Gamboa       | 16.07.1965 | BOL    | 1     | 6          | 0                                          | 0           |
| Jorge Gasso       | 06.06.1969 | MEX    | 1     | 3          | 0                                          | 0           |
| Pablo Lunati      | 05.06.1967 | ARG    | 1     | 6          | 1                                          | 1           |
| Héctor Pacheco    | 25.07.1974 | PER    | 1     | 6          | 0                                          | 0           |
| Líber Prudente    | 07.09.1971 | URU    | 1     | 5          | 0                                          | 1           |
| Mauricio Reinoso  | 16.03.1967 | ECU    | 1     | 4          | 0                                          | 0           |
| Evandro Roman     | 03.03.1973 | BRA    | 1     | 6          | 0                                          | 0           |
| Carlos Simon      | 03.09.1965 | BRA    | 1     | 10         | 0                                          | 0           |
| Totaal            | Totaal     | Totaal | 138   | 690        | 20                                         | 41          |

1948 · 1960 · 1961 · 1962 · 1963 · 1964 · 1965 · 1966 · 1967 · 1968 · 1969 · 1970 · 1971 · 1972 · 1973 · 1974 · 1975 · 1976 · 1977 · 1978 · 1979 · 1980 · 1981 · 1982 · 1983 · 1984 · 1985 · 1986 · 1987 · 1988 · 1989 · 1990 · 1991 · 1992 · 1993 · 1994 · 1995 · 1996 · 1997 · 1998 · 1999 · 2000 · 2001 · 2002 · 2003 · 2004 · 2005 · 2006 · 2007 · 2008 · 2009 · 2010 · 2011 · 2012 · 2013 · 2014 · 2015 · 2016 · 2017 · 2018 · 2019 · 2020 · 2021 · 2022 · 2023